# كلية الطب الفرنسية في بيروت
كلية الطب الفرنسية في بيروت أو كلية الطب اليسوعية في بيروت هي كليةٌ طبية تأسست عام 1883 ميلاديًا وتتبع جامعة القديس يوسف. تأسست هذه الكلية عبر الحكومة الفرنسية آنذاك والإرسالية اليسوعية، حيث كانت قد أسست سابقًا جامعة القديس يوسف عام 1874. تُشير المصادر أنَّ «من أساتذتها الطبيب الفرنسي دوبران ورجلا الدين لوسيان كاتان ودوبريه لاتور»، وأيضًا بأنَّ الكلية مارسّت دورًا هامًا في «تطور البحوث الجرثومية والكيماوية، وإنشاء مؤسسة خاصة لمكافحة داء الكلب».
يذكر كتاب «حاورتهم» الصادر عام 1997، بأنَّ الهدف من إنشاء كلية الطب الفرنسية في بيروت كان مُنافسة الإرساليات البروتستانتية، بالإضافة إلى مواجهة نشاط الجامعة الأميركية التي كانت تستقطب طلاب المدارس الكاثوليكية. يُشير كتاب «البعثات اليسوعية» الصادر عام 1987 بأنه كان هُناك «قلقٌ من التضييق العثماني على كلية الطب الفرنسية وعلى خريجيها».
يُشير إليها كتاب «نشاط العرب العلمي في مائة سنة» الصادر عام 1963 باسم المدرسة الفرنسية للطب في بيروت، ويُوضح بأنَّ المدرسة بدأت عملها بأربعة أساتذة، اثنين يسوعيين وطبيب من البحرية اسمه إليزه سهنهس (Elyse Senes) وجول فهري (Jules Ferry)، وكانت مدة الدراسة فيها «سنتين فثلاث سنوات فأربع سنوات فخمس سنوات فست سنوات فسبع سنوات بما في ذلك الصف التأهيبي»، وفي عام 1887 وفد إليها مُتفشين عملا على تحويلها إلى كليةٍ تُخرج الأطباء والصيادلة. وأنه في 1 أكتوبر (تشرين الأول) 1911 ميلاديًا وُضع حجر الأساس لبناية كلية الطب الحالية، كما ألحق به حديقة نباتية وأُحدثت مؤسسة لمكافحة داء الكلب باشرت عملها منذ عام 1913، كما ألحقت بكلية الطب مؤسسة للبحوث الكيماوية والجرثومية عام 1919، وأُحدثت مدرسة لطب الأسنان عام 1920. كانت التطبيقات السريرية في بدايتها تتم في مستشفى قلب اليسوع، ولكنه كان صغيرًا لا يفي بالغرض، لذلك في عام 1923 أُتبع لها مستشفى أوتيل ديو الذي ما زال قائمًا حتى الآن. يُنهي الكتاب إشارته لهذه الكلية بأنهُ «لم تقم كلية الطب اليسوعية بالذات بأي عملٍ في خدمة اللغة العربية ولكن الآباء اليسوعيين عوضوا عنها في خدمة اللغة العربية بمعاجهم العديدة وبعدد من الكتب زودوا اللغة بنشرها».
حسب كتاب «تطور المؤسسات التربوية في الوطن العربي ودورها في تنمية المجتمع» الصادر عام 1997، بأنه «كان على الطلاب الذين يودون الدخول إلى كلية الطب الفرنسية التابعة لجامعة القديس يوسف أن يخضعوا لامتحان عام أمام لجنة بعينها المندوب السامي، ويرأسها من ينوب عنه من قبل المفوضية العليا». يذكر كتاب «المؤسسات الصحية العثمانية الحديثة في سورية» والذي نُشر عام 2002، بأنَّ كلية الطب الفرنسية بدأت بعد إنشائها بأحد عشر طالبًا. كما تُشير مصادر أُخرى أنَّ أعداد الخريجين اللبنانيين من كلية الطب الفرنسية كان يفوق أعدادهم من خريجي كلية الطب الأمريكية، كما أنَّ عدد خريجي كلية الطب الفرنسية قد هبط باستمرارٍ وبحدة بعد عام 1923، وبدأت «المنافسة تسير لصالح كلية الطب في الجامعة الأمريكية»، حيث تضاعف عدد خريجيها. تُشير مجلة اللسان العربي بأنهُ قد تخرج من كلية الطب الفرنسية في بيروت «عددٌ كبيرٌ من الأطباء خدموا البلاد العربية حيث وجدوا خاصةً في لبنان خدمة عظيمة».
يذكر كتاب «الجنس في العالم العربي» الصادر عام 2018، بأنهُ «يُعتبر تأسيس كلية الطب الفرنسية في جامعة القديس يوسف عام 1883 مدخل الموظفين الفرنسيون إلى عالم السيطرة. وبدأوا بالمشاركة بإجراء استطلاعات الصحة العامة وبالمهام الخاصة التي أُرسلت إلى الأقاليم العربية من الإمبراطورية العثمانية. لكنَّ الأهم بالنسبة إلى تحليلنا للقلق الاستعماري الفرنسي في بيروت نهاية القرن أنهم أرفقوا تقارير كتقرير بنوا بوييه "أحوال العادات الصحية في بيروت"، الذي نُشر في ليون عام 1897».